# Trametes robiniophila
Trametes robiniophila är en svampart som beskrevs av Murrill 1907. Trametes robiniophila ingår i släktet Trametes och familjen Polyporaceae.   Inga underarter finns listade i Catalogue of Life.